# Diblo Dibala
Diblo Dibala, oft einfach Diblo genannt, (* 1954 in Kisangani) ist ein Soukous-Musiker aus dem Kongo. Bekannt ist er auch als „Machine Gun“, aufgrund seiner Geschwindigkeit die Gitarre zu spielen.

## Biografie
Diblo Dibala wurde in den 1980er Jahren als Solo-Gitarrist von Kanda Bongo Man berühmt. In der Zeit zuvor vorher spielte er mit Franco's TPOK Jazz und Gruppen wie Vox Africa und Bella Bella Orchestra.
Im Jahr 1986 verließ er die Band von Kanda Bongo Man, um zu Loketo zu gehen, einer kongolesischen Super-Band in der er auf Aurlus Mabele, Mav Cacharel und Mack Macaire stieß.
1990 gründete er mit Freddy von Majunga (Rhythmusgitarre) und Miguel Yamba (Bass) sowie Antoinette Yelessa und Joelle Esso die Band „Matchacha“. Der Bandname wurde von einer Pflanze des kongolesischen Tropenwaldes abgeleitet, die nach Hautkontakt ein starkes Brennen hervorruft. Genau dies soll auch passieren, wenn man die Musik von „Matchatcha“ hört, brennender und dampfender Soukous mit den besonderen Fähigkeiten eines genialen Solo-Gitarristen.
Neben seinen Soloalben ist er häufig als Studio-Gitarrist bei zahlreichen anderen afrikanischen Musikproduktionen dabei.

## Diskografie
- 1990 Boum-Tonnère (Afric'music)
- 1992 Laissez Passer (Afric'music)
- 1993 Ok Madame (Afric'music)
- 1994 Best Of... (Afric'music)
- 1994 Aimer La Danse/Nyekesse (Afric'music)
- 1996 My Love (Atoll Music)
- 1998 Dernier Jugement (Melodie)
- 1999 Pas Moi (Jps Production)
- 2000 Iwooh, Cris De Joie (Melodymaster)
- 2001 Méchant Garçon (Jps Production)
- 2003 Ça Passe Ou Ça Casse (Melodymaster)
- 2005 Zikololo (Mélodie Distribution)
- 2006 Special Dance (2D Production)
- 2011 Toute Le Monde (2D Production)

Sampler Mit Diblo Dibala 	
- 1987 Super K - Amour Et Souvenir (Jimmy's Production)
- 1989 Super Soukous (Afric'music)
- 1989 Mondo Ry (Jimmy's Production)
- 1990 Soukous Trouble (Shanachie)
- 1991 Extra Ball (Shanachie)